# 廃墟の国のアリス
「廃墟の国のアリス」（はいきょのくにのアリス）は、日本のボカロP・まふまふ制作のVOCALOID楽曲。2018年8月19日に発表され、ボーカルシンセサイザー・初音ミクが歌唱する。

## 概要
「廃墟の国のアリス」は、まふまふの18曲目のVOCALOID曲にあたる楽曲で、彼曰く自身の「何度も見てきた夢」を曲に表したものである。ミュージックビデオでは、初音ミクAppendが使用され、絵を茶々ごまが、映像をMONO-Devoidが担当した。ニコニコ動画上では2018年8月19日に、YouTube上では2018年8月20日に投稿され、YouTube上での再生回数は公開後数日で20万回を超えた。
曲の内容としては、貴族のアリスと、アリスに仕えていた執事の「ボク」を主軸として、革命の発生の中におけるアリスと少年の葛藤を描いた作品となっている。
ライブを収録したDVD『ひきこもりでもLIVEがしたい!～すーぱーまふまふわーるど2019＠メットライフドーム～』について記したReal Soundの記事では、ライブではこの曲の中でホログラム姿のまふまふが登場するなどの演出がなされたことが報じられている。
2020年にSimejiが実施したアンケート「カラオケで歌えるようになりたい音楽アーティストTOP10」では、まふまふの楽曲の中で「歌えるようになりたい楽曲」の1位としてこの楽曲が挙げられている。

## 収録

### アルバム
- まふまふのアルバム『神楽色アーティファクト』（2019年10月16日）[7]
- ウォルピスカーターのアルバム『40果実の木』（2020年3月25日）[8]

### DVD
- 『ひきこもりでもLIVEがしたい！～すーぱーまふまふわーるど2019＠メットライフドーム～』（2020年10月14日）[9]

### 配信
- ストリーミングサービス「AWA」（『まふまふのCLASSICS』内の1曲）[10]

## ライブ
- 「そらまふうらさかのふゆやすみ!～年越し忘年会～」（2018年12月31日、うらたぬきの歌唱）[11]
- 「そらまふうらさかのふゆやすみ!～明けまして新年会～」（2019年1月20日、うらたぬきの歌唱）[12]
- 「ひきこもりでもLIVEがしたい！～すーぱーまふまふわーるど2019＠メットライフドーム～」（2019年6月22日）[13]

## 評価
- Simejiランキング内のコメントでは、この曲は「激しい音程の高低差とハイスピードで難解な歌詞が組み合わされている」などとして、カラオケで歌うにはかなり高難度な曲だとされている[6]。